# Anthropophagie en Mésoamérique

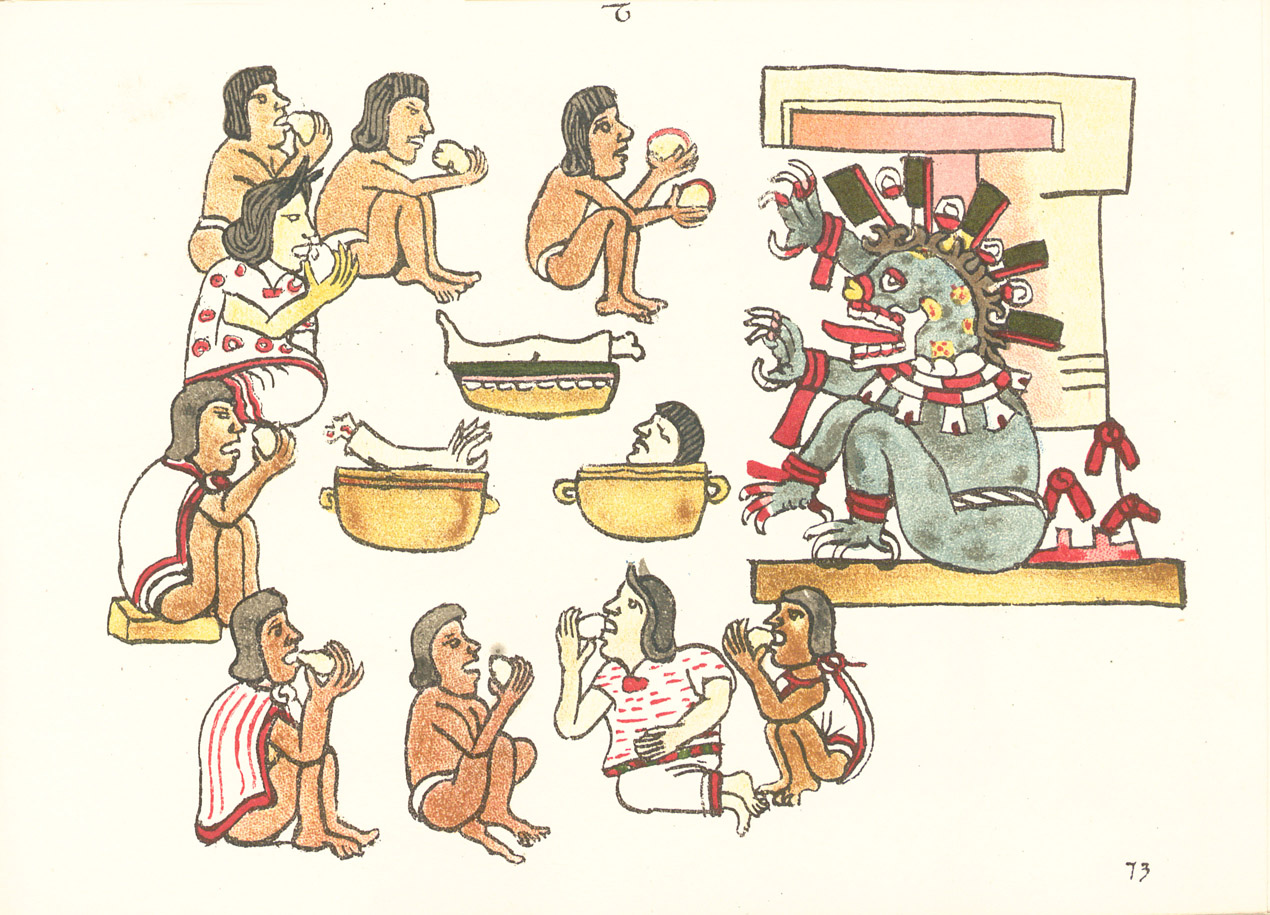
Scène interprétée comme un repas rituel cannibale (Codex Magliabechiano, folio 73r).

L'anthropophagie en Mésoamérique est une pratique alimentaire, sociale et religieuse qui est attestée dans de nombreuses régions de Mésoamérique depuis la colonisation espagnole des Amériques mais dont l'existence a fait l'objet de nombreux désaccords entre les mésoaméricanistes, en particulier, dans la civilisation maya, jusqu'à ce que l'écriture maya ne soit en grande partie déchiffrée correctement à la fin du XXe siècle et que le résultat de nombreuses fouilles archéologiques ne corroborent l'interprétation des textes mayas.
Les raisons et les proportions de cette pratique restent controversées, mais la théorie dominante suppose que l'anthropophagie était exclusivement rituelle, résultante de motifs fondamentalement religieux. 
Il semble que l'anthropophagie était pratiquée après un sacrifice humain rituel, généralement d'esclaves offerts par l'État ou un sacrificateur particulier. Une partie du corps du sacrifié pouvait revenir aux dirigeants ou à des animaux sacrés qui représentaient des divinités, avant que le reste ne soit consommé par le sacrificateur et ses convives. Le conquistador Bernal Díaz del Castillo, qui a participé à la conquête de l'Empire aztèque, rapporte notamment ce genre de pratiques dans son Histoire véridique de la conquête de la Nouvelle-Espagne. Il note ainsi que les membres étaient consommés à la suite des sacrifices rituels, le reste du corps étant jeté en pâture aux animaux élevés en cage.